# Reléové zabezpečovací zařízení

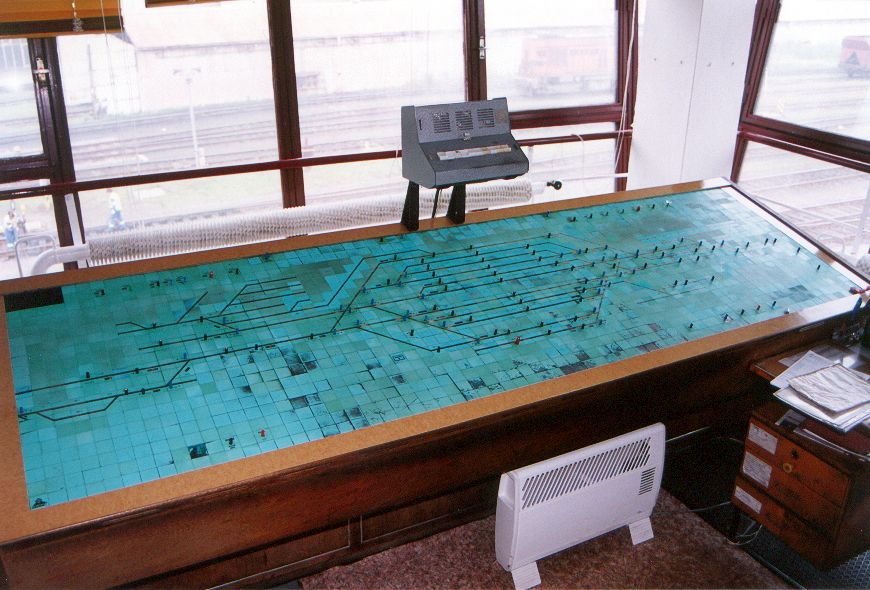
Pult RZZ typu WSSB GS II 63 (stanice OKD, Dopravy Paskov)

Reléové zabezpečovací zařízení (RZZ), někdy nazývané též reléové stavědlo nebo slangově reléovka, je na železnici a na tratích metra staniční zabezpečovací zařízení, kde jsou potřebné logické závislosti realizovány pomocí elektrických obvodů, jejichž nejvýznamnější součástí jsou relé.

## Funkce RZZ
Reléové zabezpečovací zařízení zpravidla zajišťuje následující funkce:
- zjišťuje volnost vlakové cesty (prostřednictvím prvků pro zjišťování volnosti vlakové cesty, tj. kolejovými obvody nebo počítači náprav)
- zajišťuje závislost návěstidel na poloze výhybek a výkolejek pro jízdu vlaků i posunujících dílů
- zabraňuje postavení současně zakázaných jízdních cest

## Typy RZZ
- Individuální RZZ - jednotlivé výhybky a výkolejky v zamýšlené jízdní cestě je nutné nejdříve individuálně (tj. každou samostatně) přestavit do požadované polohy a až následně je možné jízdní cestu uzavřít (provést závěr jízdní cesty) a tím rozsvítí povolující znak na návěstidle. Závěr cesty se provádí zpravidla jedním dvojitým (souosým - dvě tlačítka v sobě, vnitřní vyšší, vnější nižší) tlačítkem, umístěným u návěstidla od kterého se závěr provádí. U souosého tlačítka dojde při stlačení středního (vyššího) tlačítka k rozsvícení závěru v reliéfu ale nikoliv k jeho provedení - slouží pouze k ověření postavení výhybek (kam by závěr byl proveden), a po úplném stisknutí i vnějšího tlačítka se teprve závěr uskuteční. Je-li tlačítko jednoduché (umožňuje pouze jedno stisknutí), provede se závěr rovnou.
- Cestové RZZ - výhybky a výkolejky se přestavují automaticky podle navolené jízdní cesty, podle způsobu volby jízdní cesty se pak tyto RZZ dále dělí na:
  - tlačítková volba - obsluha navolí počátek a konec (popřípadě variantní body) jízdní cesty obsluhou (zpravidla stlačením nebo vytažením) dvou tlačítek (tj. počátečního a koncového) v reliéfu kolejiště
  - číslicová volba - volba jízdní cesty probíhá zadáním číselných kódů pro počátek a konec jízdní cesty, v případě variantní cesty též volbou kódu variatního bodu[1]
  - počítačové rozhraní - obsluha RZZ se provádí na počítačovém rozhraní, kde je reliéf kolejiště zobrazen na elektronickém zobrazovacím zařízení (např. monitor) a volba jízdní cesty se provádí např. myší, trackballem nebo klávesnicí; tento způsob obsluhy definují v českém prostředí podmínky pro Jednotné obslužné pracoviště.[2]

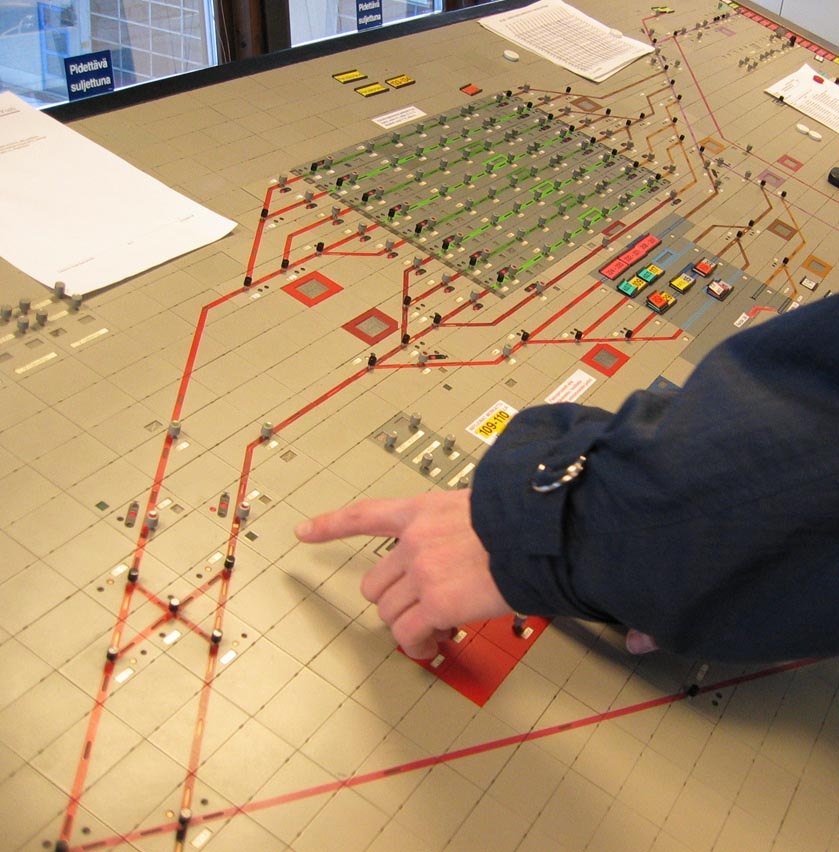
Pult RZZ Siemens SpDrS60 - Metro v Helsinkách

## Historie

### Československo
První reléové zabezpečovací zařízení na území Česka bylo aktivováno v roce 1950 ve stanici Chrast u Chrudimi. Společně s RZZ ve slovenské stanici Kráľova Lehota (aktivace 1952) se jednalo o jediná dvě RZZ firmy Ericsson (s domácími komponenty firmy ČKD) vybudovaná v Československu. Zmiňované RZZ bylo v Chrasti u Chrudimi v provozu do roku 2005, původní RZZ v Kráľově Lehotě bylo v provozu do roku 1985.
Po roce 1953 byly na ČSD zahájeny dodávky RZZ ze Sovětského svazu, později byla výroba potřebných komponentů zahájena v domácích podnicích (výrobcem relé byl podnik Elektrosignál, ostatní díly vyráběla firma AŽD).
Na vlečkách se pak začaly objevovat RZZ východoněmecké firmy Werk für Signal- und Sicherungstechnik Berlin (WSSB), z nichž první (byť ne zcela plnohodnotné) bylo aktivováno v roce 1958 ve stanici Josefova jáma na Báňské dráze.